# Lao Sơn
Lao Sơn (tiếng Trung: 崂山; bính âm: Láo Shān, có nghĩa núi Lao) là một ngọn núi nổi tiếng ở phía đông nam tỉnh Sơn Đông, Trung Quốc, gần bờ biển Hoa Đông. Núi này cách thành phố Thanh Đảo 30 km về phía Đông, và là một điểm thu hút khách tham quan quan trọng. Nó được coi là "cái nôi của Đạo giáo", đã từng là một trung tâm quan trọng của Đạo giáo trong nhiều thế kỷ. Lao Sơn là ngọn núi ven biển cao nhất Trung Quốc và là dãy có đỉnh cao thứ hai ở Sơn Đông, tại độ cao 1,132.7 mét (3.716 ft). Dãy núi được bảo vệ bởi vườn quốc gia Thanh Đảo Lao Sơn đó có diện tích 446 km vuông.
Lao Sơn có cấu tạo địa chất là đá granit với địa hình được hình thành do tác động bởi các sông băng trong Kỷ Đệ tứ và bị xói món bởi nước tan ra từ các tảng băng đã từng bao phủ phần lớn Sơn Đông trong khoảng thời gian cuối Pleistocen.